# (30924) Imamura
(30924) 1993 RC2 est un astéroïde de la ceinture principale découvert en 1993.

## Description
(30924) 1993 RC2 a été découvert le 15 septembre 1993 à l'observatoire de Kitami, situé à l'est d'Hokkaidō (Japon), par Kin Endate et Kazuro Watanabe.

### Caractéristiques orbitales
L'orbite de cet astéroïde est caractérisée par un demi-grand axe de 2,55 ua, un périhélie de 1,82 ua, une excentricité de 0,28 et une inclinaison de 13,33° par rapport à l'écliptique. Du fait de ces caractéristiques, à savoir un demi-grand axe compris entre 2 et 3,2 ua et un périhélie supérieur à 1,666 ua, il est classé, selon la JPL Small-Body Database, comme objet de la ceinture principale.

### Caractéristiques physiques
(30924) 1993 RC2 a une magnitude absolue (H) de 14,7 et un albédo estimé à 0,463.